# Stacey Cadman
Stacey Cadman (23. maj 1979) er en engelsk skuespiller, bedre kendt som Cavegirl i BBC-serien af samme navn.